# توم روغيتش
توماس بيتار روغيتش (بالصربية: Tomas Petar "Tom" Rogić) وهو لاعب كرة قدم أسترالي في مركز الوسط ولد في يوم 16 ديسمبر 1992 في كانبرا عاصمة أستراليا، يلعب حالياً مع نادي سلتيك وسبق له اللعب مع نادي ملبورن فيكتوري لكرة القدم ونادي سنترال كوست مارينرز لكرة القدم ونادي بيلكونين يونايتد ولعب مع منتخب أستراليا لكرة القدم ويبلغ طوله 187 سم.

## وصلات خارجية
- توم روغيتش على موقع الاتحاد الدولي (مؤرشف)  (الإنجليزية)
- توم روغيتش على موقع الاتحاد الأوربي (الإنجليزية)
- توم روغيتش على موقع قاعدة بيانات كرة القدم.إي يو (الإنجليزية)
- توم روغيتش على موقع ناشيونال فوتبول تيمز (الإنجليزية)
- توم روغيتش على موقع Soccerbase.com (لاعب) (الإنجليزية)
- توم روغيتش على موقع Soccerway.com (الإنجليزية)
- توم روغيتش على موقع عالم كرة القدم.نت (الإنجليزية)
- توم روغيتش على موقع AS.com (الإسبانية)